# Eutidem de Quios
Eutidem de Quios (en llatí Euthydemus, en grec antic Εὐθύδημος) fou un sofista grec nascut a Quios que va emigrar amb el seu germà Dionisidor a Turis a Itàlia; desterrat d'aquesta ciutat va anar a Atenes on va viure molts anys. Plató esmenta les seves idees en un diàleg titulat Eutidem.